# Szőlősardó, Borsod-Abaúj-Zemplén
Szőlősardó este un sat în districtul Edelény, județul Borsod-Abaúj-Zemplén, Ungaria, având o populație de 134 de locuitori (2011). 

## Demografie
Componența etnică a satului Szőlősardó
     Maghiari (100%)
Componența confesională a satului Szőlősardó
     Reformați (65,67%)
     Necunoscută (34,33%)
Conform recensământului din 2011, satul Szőlősardó avea 134 de locuitori. Din punct de vedere etnic, majoritatea locuitorilor (100,0%) erau maghiari.  Din punct de vedere confesional, majoritatea locuitorilor (65,67%) erau reformați. Pentru 34,33% din locuitori nu este cunoscută apartenența confesională.